# 粗皮漬螈
粗皮漬螈（英語：Rough-skinned newt、roughskin newt；學名：Taricha granulosa）是漬螈屬的一種蠑螈，分佈于北美洲西部，可通過皮膚分泌河豚毒素，曾有人類食用粗皮漬螈結果被其毒死。其天敵襪帶蛇對其毒素有抗性。

## 形態

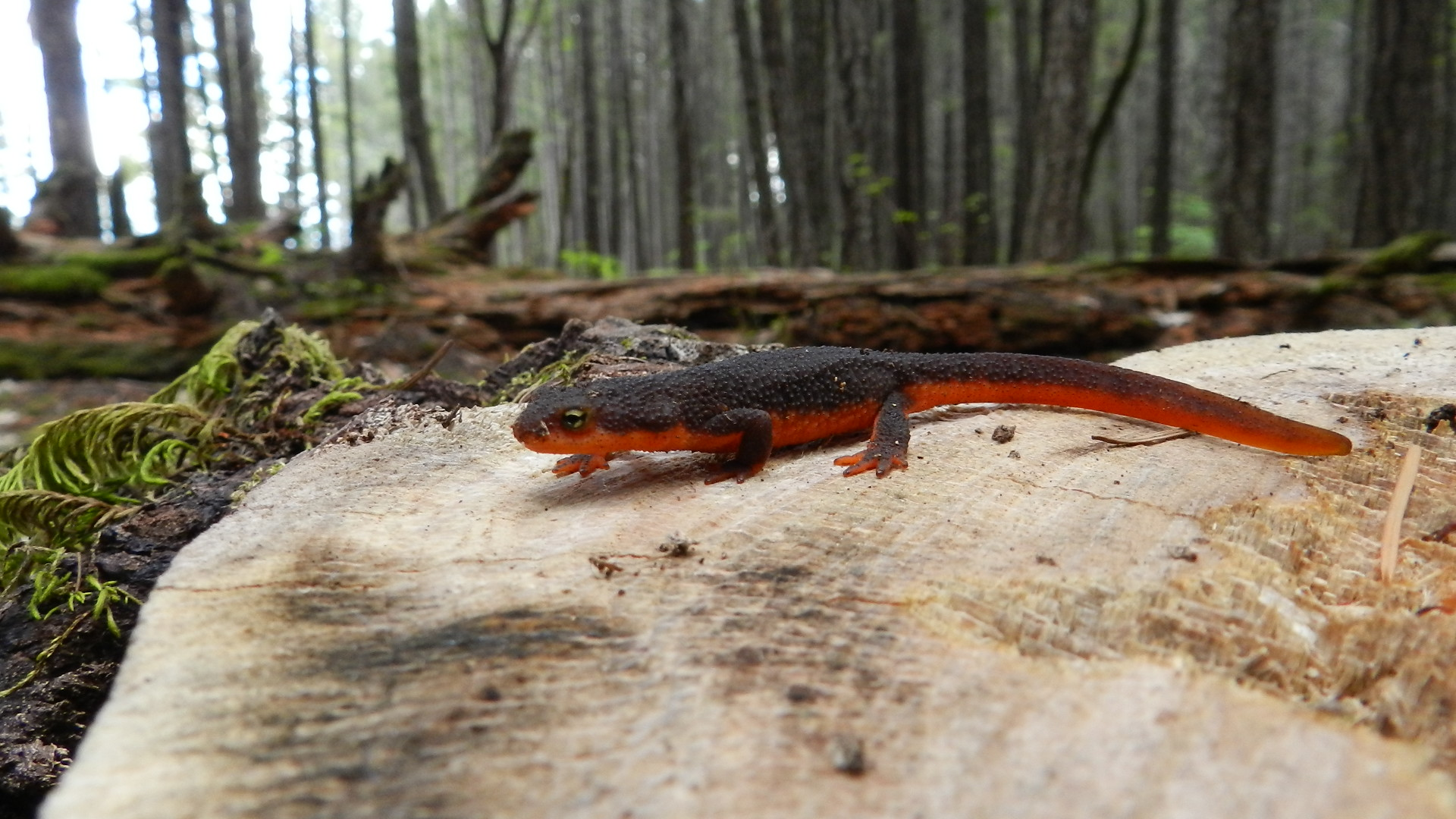
粗皮漬螈

其背部呈灰褐色、而腹部呈橘色。體長（包括尾巴）11-18釐米。
其下有兩個亞種：
- Taricha granulosa granulosa
- Taricha granulosa mazamae

## 外部連接
維基物種上的相關：粗皮漬螈
 维基共享资源上的相關多媒體資源：粗皮漬螈